# Zlati most (Vietnam)
Zlati most (vietnamsko Cầu Vàng) je 150 metrov dolg most za pešce v letovišču Bà Nà Hills blizu Đà Nẵnga v Vietnamu. Zasnovan je tako, da povezuje postajo žičnice z vrtovi Thien Thai in cvetličnim vrtom Le Jardin d'Amour v letovišču Ba Na, ter zagotavlja slikovit razgled in turistično atrakcijo. Most se zvija skoraj nazaj k sebi in ima dve velikanski roki, izdelani iz steklenih vlaken in žične mreže, oblikovani tako, da izgledata kot kamniti roki, ki podpirata strukturo.
Naročnik projekta je bila Sun Group. Most je zasnoval TA Landscape Architecture (v okviru Univerze za arhitekturo mesta Hošiminh) s sedežem v mestu Hošiminh. Ustanovitelj podjetja, Vu Viet Anh, je bil glavni oblikovalec projekta, s Trần Quang Hùngom kot oblikovalcem mostu in Nguyen Quang Huu Tuanom kot vodjo načrtovanja mostu. Gradnja se je začela julija 2017 in je bila dokončana aprila 2018. Most je bil odprt junija 2018.

## Opis
Zlati most stoji na nadmorski višini 1414 m, dolg je približno 148,6 m. Most ima osem razponov, največji razpon je dolg 21,2 m. Most ima ob sebi še dve izklesani kamniti roki, ki izgledata kot da podpirata telo mostu, premer prstov je približno 2 m.
Konstrukcija mostu je zasnovana predvsem iz bambusa, debeline 5 cm, ograja pa iz pozlačenega nerjavečega jekla.

## Nagrade
Maja 2020 je fotografija zlatega mostu v Đà Nẵngu osvojila skupno zmago na fotografskem natečaju #Architecture2020, ki ga organizira aplikacija za izmenjavo fotografij Agora.
20. marca 2021 je Daily Mail (Združeno kraljestvo) objavil rezultate raziskave, ki dajejo nov seznam svetovnih čudes, med katerimi je Zlati most na prvem mestu.